# Universidade Estadual Paulista em Jaboticabal
Unesp Jaboticabal é uma faculdade brasileira da Universidade Estadual Paulista, localizada no município brasileiro de Jaboticabal, no estado de São Paulo, foi criada pela lei estadual nº 8.194, em 25 de junho de 1964. A inauguração oficial deu-se aos 3 de maio de 1966 e o primeiro período letivo do curso de Agronomia iniciou-se no dia 1º de junho de 1966, data em que se comemora o aniversário da instituição.
A Faculdade de Ciências Agrárias e Veterinárias (FCAV), a faculdade inicialmente denominada como Faculdade de Medicina Veterinária e Agronomia, teve sua inauguração oficial no dia 3 de maio de 1966 e atualmente a FCAV conta com cinco cursos de graduação:  
- Administração - 9 semestres - 40 vagas
- Ciências Biológicas (bacharelado e licenciatura) - 10 semestres - 40 vagas
- Engenharia Agronômica - 10 semestres - 100 vagas
- Medicina Veterinária - 10 semestres - 50 vagas
- Zootecnia - 10 semestres

Conta também com dez programas de Pós-graduação, nas áreas de Agronomia, Medicina Veterinária e Zootecnia.

## Estrutura
A Faculdade de Ciências Agrárias e Veterinárias (FCAV) conta com 13 departamentos, que são:
- Biologia Aplicada à Agropecuária
- Ciências Exatas
- Clinica e Cirurgia Veterinária
- Economia e Administração
- Engenharia Rural
- Fitossanidade
- Medicina Veterinária Preventiva e Reprodução Animal
- Morfologia e Fisiologia Animal
- Patologia Veterinária
- Produção Vegetal
- Solos e Adubos
- Tecnologia
- Zootecnia

Conta além com a Fazenda de Ensino, Pesquisa e Extensão - FEPE, com uma área de 816,3 ha, com o Hospital Veterinário "Governador Laudo Natel", além de uma biblioteca que ocupa uma área de 1850 m².